# Clark County (Kentucky)
Clark County is een county in de Amerikaanse staat Kentucky.
De county heeft een landoppervlakte van 659 km² en telt 33.144 inwoners (volkstelling 2000). De hoofdplaats is Winchester.

## Bevolkingsontwikkeling

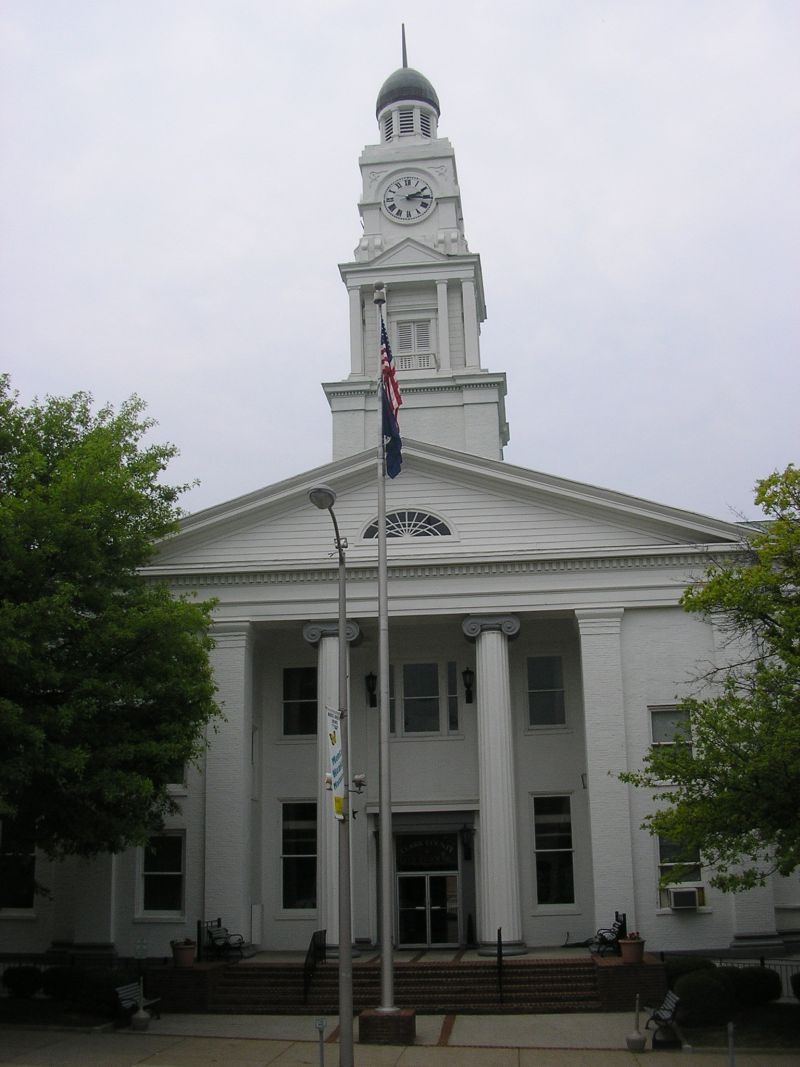
Clark County Courthouse